# Aksiatonalna linija
Aksiationalna linija je metafizični koncept, s katerim označujemo domnevno črto, ki naj bi povezovala vrsto akupunkturnih točk in naj bi bila enakovredna meridijanom iz tradicionalne kitajske medicine, le da naj bi bila na konceh odprta na način, ki omogoča povezavo s planetarno in zvezdno mrežo meridijanov.

## Razvoj zamisli o aksiatonalnih linijah
Izvor ideje o aksiatonalnih linijah ni povsem jasen. Po nekaterih se je lahko razvila znotraj kabalistične tradicije, po drugih pa gre za vplive kitajske kineziologije ali japonske akupunkture tsubo. Leta 1973 je J.J. Hurtak objavil obsežno poglavje o obstoju omenjenih  linij, ki so po njegovem  enakovredne meridijanom tradicionalne kitajske medicine, le da naj bi bile te linije na konceh odprte in naj bi telo povezovale z zvezdami. Tovrstne linije naj bi povezovale magnetne domene, ki bi se naj gibale med zasnovo nadjaza in vzorčnimi koti telesnih organov. Iz tradicionalne kitajske medicine poznani meridijani naj bi bili povezani s t.i. regresivnimi aksiatonalnimi linijami, aksiatonalne linije v progresivnem smislu, ki naj bi telo povezovale z višjim jazom, pa so bile po navedbah J.J. Hurtaka nekoč v preteklosti prekinjene. Aksiatonalne linije naj bi bile še posebno močno povezane s hrbtenico in čakrami. S ponovno povezavo teh linij naj bi se začela doba luči, preko povezave pa naj bi se spreminjali geni, telesni organi naj bi ozdraveli ali se obnovili, možno naj bi bilo ozdravljenje nekaterih težkih bolezni kot npr. rak in celo oživljanje umrlih. Točke povezave med aksiatonalnim krogotokom in vozlišči v celičnega spomina naj bi bile vrtilne točke (spin points), ki naj bi omogočale dostop zvočno-svetlobnih vibracij, ki da pospešujejo vrtenje celičnih molekul, to pa naj bi vplivalo na obnavljanje organov. Energija aksiatonalne svetlobe naj bi imela celo moč za spreminjanje genetike.

## Primeri  implementacije hipoteze o aksiatonalnih linijah
Na osnovi Hurtakovih opisov je nastalo več konkretnih tehnik za vzpostavljanje ponovne aksiatonalne povezave. Sklop, ki ga predstavljajo Janet Di Giovanna, Cipora Leiserowicz, ponovna povezava in Tesla metamorfoza, temelji na vzpostavitvi trajne ponovne povezave preko dveh obiskov pri praktiku. Drugi pristopi zagovarjajo občasno povezovanje oziroma uglaševanje aksiatonalnih linij.

### Pristop Janet Di Giovanne in Cipore Leiserowicz/ Cipore Rekrut
Na osnovi Hurtakovih namigov o značilnostih aksiatonalnih linij, je Janet Di Giovanna (znana tudi kot DiGiovanna ali DiGiovanni) konkretno opisala potek glavnih linij. Tako je Janet Di Giovanna najkasneje leta 1987 že poučevala izdelane predstave o aksiatonalnih linijah, svoj sistem pa je imenovala »Aksiatonalni proces«. V njenem pristopu se aksiatonalne linije povezane s človeško fiziognomijo, hkrati pa se  srečujejo z meridijani, poznanimi iz tradicionalne kitajske medicine. Tako npr. poznamo zunanjo aksiatonalno linjo, ki se začne na vrhu glave, potuje za ušesom do ramen in po zunanji strani rok navzdol vse do prstanca, v velikem delu pa se povezuje z meridijanom srca«. Aksiatonalne linije naj bi bile v našem telesu sicer že prisotne, vendar jih moramo aktivirati. Širša javnost je za obstoj konkretno izdelanega sistema aksiatonalnih linij izvedela šele leta 1995, ko je Janet Di Giovanna tudi javno objavila intervju o svojem sistemu. Janet Di Giovanni so sledili tudi drugi praktiki. Cipora Leiserowicz/ Cipora Rekrut, bolj znana kot »Judinja romskega porekla«, uporablja tehniko risanja aksiatonalnih linij s prsti. Pri tej tehniki s prstnimi blazinicami drsimo po domnevnih poteh aksiatonalnih linij. Za vzpostavitev ponovne povezave sta pri tej tehniki potrebna dva obiska z dvodnevnim presledkom.  Kot poroča Eric Pearl, Cipora Leiserowicz ni razvila te tehnike, ampak je znanje o njej pridobila od svoje učiteljice, torej od Janet Di Giovanne.

### Pristop Erica Pearla: ponovna povezava
Ko je Eric Pearl avgusta 1993 pri »Judinji romskega porekla« v Venice Beachu dobil aksiatonalno poravnavo (Axiatonal alignement), naj bi se okrepil njegov stik z nevidnim svetom, njegove zdravilne sposobnosti pa so se zelo povečale. Eric Pearl je na tej osnovi razvil svoj pristop, ki ga je imenoval ponovna povezava. Pearlov pristop temelji na uporabi čakre dlani brez dotikanja klienta. Praktik pri tem uporabi svetlobni snop iz te čakre in z njim riše aksiatonalne linije po klientovem telesu, ne da bi se klienta fizično dotikal. Pri tej tehniki na telo klienta narišemo triangulacijo v obliki Davidove zvezde.  Tako vzpostavljena povezava, ki se na prejemniku opravi v dveh ločenih dnevih, naj bi bila trajna.

### Pristop Melisse Hocking Huges
Melissa Hocking Huges je v svoji kvantne bioenergije svoj sistem aksiatonalne poravnave poimenovala aksialna iniciacija  (Axial InitiationTM ). Po razlagi Melisse Hocking Huges aksialna iniciacija, ki  se opravi v dveh ločenih dnevih, pomeni poravnavo in ponovno povezavo komunikacijske matrice znotraj posameznika, pri tem pa se povečajo potenciali za zdravljenje.

### Pristop Anje Petrović: Tesla metamorfoza svetlobnega telesa
Anja Petrović je kombinacijo tehnike aksiatonalne poravnave in zdravilnih frenkvenc, s katerimi deluje, poimenovala »Tesla metamorfoza svetlobnega telesa«. Pristop Anje Petrović je v osnovi enak tehniki, ki se uporablja v ponovni povezavi. Razlika je po trditvah Anje Petrović predvsem v uporabljenih frekvencah. Nadalje pri risanju linij uporablja štiri dodatne točke in sicer v prvem vratnem vretencu, v ozadju trebuha, v tretjem očesu in v prsih. Vzorci risanja po klientu so podobni simbolu čakre Śri, poleg tega pa praktiki namesto orisovanja simbola Davidove zvezde rišejo posebne triangulacije, ki posledično aktivirajo simbol Davidove zvzede.

### Ostali pristopi
Po enem od pristopov aksiatonalna poravnava traja zgolj deset do petnajst minut, pri čemer uporabljamo dotikanje ali tapkanje »vrtilnih točk«, poravnava pa je sestavljena iz sledečih sklopov: čiščenje meridijanov z dotikanjem točk vzdolž meridijana, usklajevanje desne in leve strani telesa in možganov s cik-cak linijami, ponovna povezava oziroma uglasitev s triangulacijami Davidovih zvezd na obrazu in na prsih ter končna uglasitev z risanjem Davidove zvezde na klientovih sredincih rok. Gibanje Whole-Self zagovarja samostojno izvajanje lastne aksiatonalne poravnave preko meditacije, pri čemer si pomagamo s pomočjo namere, invokacij, vizualizacij in vlečenja po linijah s sredinci rok (»ognjenimi prsti«). Pri tem pristopu med glavnimi čakrami rišemo »osmice«, kar naj bi aktiviralo DNK, vlečenje vstran naj bi odstranjevalo zastale vzorce, triangulacija s trikotniki pa naj bi povezavo zapečatila. Število tako izvedenih aksiatonalnih poravnav naj bi bilo poljubno.

## Domnevni učinki aksiatonalne poravnave
Po sistemu Cipore Leiserowiz naj bi aksiatonalna poravnava povzročila večje samozavedanje, zavedanje poslanstva, večje zaupanje v življenje, večje razumevanje življenja, globoko energizacijo telesa, prebuditev kundalini energije. Anja Petrović našteva naslednje možne koristi pri aksiatonalni poravnavi v obliki Tesla metamorfoze svetlobnega telesa:
- umski, čustveni, telesni in duhovni razvoj preide na višjo raven;
- povečanje sposobnosti za dajanje in prejemanje ljubezni;
- zavedanje življenjskega poslanstva;
- znebitev občutkov strahu in krivde;
- spreminjanje vrednot;
- boljše meditacije;
- pojavlja se več možnosti izbire v življenju;
- uravnovešanje, sprostitev, pomladitev, uskladitev fizičnega telesa;
- spremembe v odnosih;
- menjava službe, partnerja, bivališča.